# Sant Pere de Boí
L'església de Sant Pere de Boí era una capella romànica del poble Boí, pertanyent al terme municipal de la Vall de Boí, i dins de l'antic terme de Barruera. No pertany al grup d'esglésies romàniques de la Vall de Boí declarat Patrimoni de la Humanitat per la UNESCO pel fet que es tracta tan sols d'unes ruïnes.
Està situada al nord del nucli del poble de Boí, en el lloc encara anomenat Sant Pere, a uns 300 metres de distància. S'hi va per un camí rural que marxa de l'extrem nord del poble cap al nord-nord-est, i s'enfila fins al lloc on hi ha un pedró modern.
Actualment només se'n pot veure un angle de la construcció, amb unes quantes filades regulars de carreus petits i mitjans, ben escairats. Es devia tractar d'una església d'una sola nau, amb absis semicircular a llevant, coberta amb embigat de fusta. Devia ser del segle xii.
El Museu Nacional d'Art de Catalunya conserva un frontal d'altar dedicat a sant Pere, procedent d'aquesta església.